# Куяново (Первомайський район)
Куя́ново (рос. Куяново) — село у складі Первомайського району Томської області, Росія. Адміністративний центр Куяновського сільського поселення.

## Населення
Населення — 446 осіб (2010; 520 у 2002).
Національний склад (станом на 2002 рік):
- росіяни — 94 %